# Estel Memana
Estel Memana Daniele, née le 5 août 1997 à Lyon, est une handballeuse internationale franco-congolaise, qui évolue au poste d'ailière gauche.

## Biographie
née le 5 août 1997 à Lyon, Estel Memana commence à jouer au handball en 2008 à Ambérieu-en-Bugey. En 2013, elle est championne régionale des moins de 16 ans et gagne la coupe de l’Ain avec le club ambarrois. Puis la jeune ailière gauche rejoint l'ASUL Vaulx-en-Velin où elle évolue pendant quatre saisons en D2.
Depuis 2019, elle évolue au Chambray Touraine Handball en LFH,.
En 2018, elle est sélectionnée avec l'équipe nationale de RD du Congo pour participer à la CAN où la RDC finie troisième dernière l'Angola et le Sénégal. Puis en 2019, elle joue le Championnat du monde avec la RDC, terminé à la 20e place.
En mars 2023, ayant un temps de jeu très limité en Bretagne, elle s'engage pour rejoindre le club de Noisy-le-Grand handball pour la saison 2023-2024{{Lien web |titre=Estel Memana, nouvelle recrue pour la saison prochaine |url=https://noisylegrand-handball.com/2023/03/estel-memana-nouvelle-recrue-pour-la-saison.

## Palmarès

### En équipe nationale
- médaille de bronze au Championnat d'Afrique des nations 2018
- 20e place au Championnat du monde 2019